# Rock Aid Armenia
Rock Aid Armenia war ein 1989 von Jon Dee ins Leben gerufenes Musikprojekt, das eingerichtet wurde, um den Opfern des Erdbebens von Spitak in Armenien zu helfen. Neben einer Neuveröffentlichung des Liedes What’s Going On durch verschiedene britische Künstler wurde mit zahlreichen namhaften Musikern der Deep-Purple-Titel Smoke on the Water neu aufgenommen und veröffentlicht. Außerdem entstand das Kompilationsalbum The Earthquake Album mit kostenlos zur Verfügung gestellten Titeln weiterer Künstler sowie ein Homevideo. Das Projekt wird heute noch fortgesetzt.

## Hintergrund
Am 7. Dezember 1988 erschütterte das Erdbeben von Spitak die Gegend um die nordarmenische Stadt Spitak (Provinz Lori) in der Sowjetunion. Mit einer geschätzten Anzahl von mindestens 25.000 Toten und einer Million Obdachlosen zählt es zu den schwersten Erdbeben der letzten Jahrzehnte. In der Folge kam es zum ersten Mal während des Kalten Krieges zu humanitären Hilfsmaßnahmen westlicher Organisationen in der Sowjetunion.
Jon Dee, ein australischer Kampagnenaktivist, sah Filmaufnahmen und Bilder aus dem Katastrophengebiet und schilderte später:

„Das Material, das ich aus Armenien bekam, war wirklich schrecklich. Ganze Gemeinden waren von der Landkarte gewischt worden. Die Straßen waren voller Menschen, die den Verlust von Familienmitgliedern beklagten. Schulen waren zusammengestürzt und viele Kinder waren dadurch getötet worden. Die traurigsten Bilder waren die von Leuten, die kleine Särge mit toten Babys darin trugen. Die Unglückszone war eine kalte und hoffnungslose Gegend.“

Dee entschied sich dazu, Musiker für eine Hilfsaktion zu gewinnen.

## Das Musikprojekt

### What’s Going On
Die erste Veröffentlichung zu Gunsten der Katastrophenopfer war die Neuaufnahme des Liedes What’s Going On, das von Boy George, Aswad, Errol Brown, Richard Derbyshire und verschiedenen anderen britischen Künstlern interpretiert wurde.

### Smoke on the Water
Dee wollte aber auch Smoke on the Water neu aufnehmen lassen und veröffentlichen und nahm dafür Kontakt zu David Gilmour (Pink Floyd) auf, der von der Idee begeistert war und seine Unterstützung zusagte. Er erlaubte, dass Dee seinen Namen benutzen dürfe, um weitere Musiker für das Projekt zu gewinnen. Letztlich nahmen Bryan Adams, Geoff Beauchamp, Ritchie Blackmore, Bruce Dickinson, Geoff Downes, Keith Emerson, Ian Gillan, David Gilmour, Tony Iommi, Alex Lifeson, Brian May, Paul Rodgers, Chris Squire und Roger Taylor den Titel zusammen neu auf. Den Gesang der einzelnen Strophen teilten sich Ian Gillan (Deep Purple), der Sänger des Originals, Bruce Dickinson von Iron Maiden und Paul Rodgers.
Die Aufnahmen in den Metropolis Studios in Chiswick, London, begannen am 8. Juli 1989. In insgesamt fünf Sessions wurde die Single von Gary Langan und Geoff Downes produziert. Nach ihrer Veröffentlichung gelangte sie in die UK-Charts und erreichte am 30. Dezember 1989 ihre Spitzenposition (Platz 39). Es wurde außerdem ein mit Keyboards angereicherter Radio-Mix angefertigt, der 1990 auf dem The Earthquake Album erschien.

### The Earthquake Album
1990 erschienen das Kompilationsalbum mit dem Titel The Earthquake Album.
Dafür wurden folgende Titel von den beteiligten Künstlern zur Verfügung gestellt:
1. Rock Aid Armenia – Smoke on the Water '90 (4:07)
2. Free – All Right Now  (4:15)
3. Rush – The Spirit of Radio  (4:58)
4. Rainbow – Since You Been Gone  (3:18)
5. Black Sabbath – Headless Cross  (5:03)
6. Genesis – Turn It On Again  (3:45)
7. Yes – Owner of a Lonely Heart  (4:27)
8. Emerson, Lake and Palmer – Fanfare for the Common Man  (2:57)
9. Whitesnake – Fool for Your Loving  (4:17)
10. Asia – Heat of the Moment  (3:50)
11. Jefferson Starship – We Built This City  (4:51)
12. Foreigner – Juke Box Hero  (4:05)
13. Iron Maiden – Run to the Hills  (3:54)
14. Deep Purple – Black Night  (3:27)
15. Mike & the Mechanics – Silent Running  (4:09)

### Das Homevideo
1990 entstand ein VHS-Video, das von verschiedenen Künstlern gestiftete Lieder enthielten. Für diese Veröffentlichungen stellten Künstler wie Pink Floyd, Bon Jovi, Iron Maiden, Led Zeppelin, Emerson, Lake and Palmer, Gary Moore, Black Sabbath, Asia, Mike & the Mechanics, Rush, Deep Purple, Foreigner, Yes, Whitesnake und andere Lieder und Videoclips zur Verfügung.

### Full Metal Rackets
Das letzte Projekt von Rock Aid Armenia bestand aus einer Neuaufnahme des Led-Zeppelin-Songs Rock and Roll, der von einer Band aufgenommen wurde, die aus Steve Harris und Nicko McBrain von Iron Maiden an Bass und Schlagzeug, Andy Barnett (Gitarre) sowie den Tennisspielern John McEnroe und Pat Cash (beide Gitarre) bestand. Das Lied wurde 1991 veröffentlicht.

### Smoke on the Water – The Metropolis Sessions
Im Jahr 2010, 21 Jahre nach der ersten Veröffentlichung, brachte Jon Dee die mit einer begleitenden DVD versehene EP Smoke on the Water – The Metropolis Sessions heraus. Auf ihr war ein von Dee und Josh Wermut 2010 erstellter Remix des Liedes enthalten, außerdem der Original-Mix von 1989, der Radio-Mix von 1990 sowie eine Aufnahme der Gesangseinspielung von Ian Gillan für die 1989 aufgenommene Fernsehdokumentation. Die DVD enthielt den Videoclip von 1989 sowie den Beitrag The Making of Smoke on the Water.
Zu seinen Motiven für die Wiederveröffentlichung schrieb Dee:

„Vor zwei Jahren wurde ich von Ara Tadevosyan über den aktuellen Stand in der Erdbebenregion informiert. Das Leben ist für die Menschen dort immer noch sehr schwierig, und wir fanden heraus, dass eine Kinder-Musikschule in Gyumri, immer noch nicht wieder aufgebaut werden konnte. Deshalb entschieden wir uns, dass Projekt wieder ins Leben zu rufen. Jeden Cent des Geldes, das wir damit einnehmen, fließt in den Wiederaufbau dieser Schule.“

Demselben Ziel widmet sich auch das von Ian Gillan und Tony Iommi 2011 gestartete Projekt Who Cares, mit dem Konstanz in die Bemühungen um den Wiederaufbau der Schule gebracht wird.

## Nachklang
Im Oktober 2009 wurde Jon Dee und den am Projekt beteiligten Musikern in Jerewan durch den armenischen Premierminister Tigran Sergsyan der Ehrenorden, die höchste Auszeichnung des Landes, verliehen. An der Zeremonie nahmen neben Dee auch Ian Gillan, Tony Iommi und Brian May teil.